# Feria (Badajoz)
Pour les articles homonymes, voir Feria (homonymie).
Feria est une commune d’Espagne, dans la province de Badajoz, communauté autonome d'Estrémadure.